# Spartocytisus
Spartocytisus là một chi thực vật có hoa trong họ Đậu.